# Duodao
Der Stadtbezirk Duodao (掇刀区; Pinyin: Duōdāo Qū) ist ein Stadtbezirk in der chinesischen Provinz Hubei, der zum Verwaltungsgebiet der bezirksfreien Stadt Jingmen gehört. Er hat eine Fläche von 603,9 km² und zählt 335.900 Einwohner (Stand: Ende 2019).

## Administrative Gliederung
Auf Gemeindeebene setzt er sich der Stadtbezirk aus zwei Straßenvierteln und zwei Großgemeinden zusammen. 